# ملحم الشهابي
ملحم الشهابي هو أحد أمراء جبل لبنان من آل شهاب، حكم في الفترة بين (1143-1169هـ/1729-1754م)، تولى الإمارة بعد أبيه حيدر الشهابي، وفي عهده استرد سهل البقاع، واستولى على إمارة بعلبك، ودخلت بيروت في سلطته.

## أعماله
في سنة 1143هـ/1729 تولى ملحم الشهابي الإمارة، وفي سنة 1160هـ/1745م غزا أسعد باشا العظم سهل البقاع، فجهز ملحم الشهابي جيشه وذهب إلى المغيثة، ونزل إليه عند بر الياس، واسترد سهل البقاع بعد أن هزم والي دمشق أسعد باشا العظم في معركة جرت في بر الياس، ووصل إلى سهل الجديدة ثم رجع وأحرق جميع قرى البقاع ورجع إلى إمارته.
وكان أمراء بني حرفوش قد ساعدوا والي دمشق ضد ملحم، فحاربهم واستولى على إمارتهم في بعلبك، وطرد حيدر الحرفوش وعيّن ابنه حسينًا مكانه.
وفي 1164هـ/1749م دخلت بيروت في سلطته، وجعلها عاصمة شتوية له، وبنى فيها خان الملاحة. كما بنى أخواه الأميران أحمد ومنصور الشهابي أبنية وحوانيت وبساتين في بيروت. وبنت زوجته القيسارية العتيقة، والبرج المستدير بجانب السور الذي هدم، وبنى مكانه مستشفى العساكر السلطانية.
في 1753 أصبح ملحم مريضًا، وانتزع منصور وشقيقه الأخر أحمد السلطة بمعاونة عشائر الدروز، واضطر ملحم للتنازل عن السلطة لهما، حيث حكما معًا بالاشتراك في 1754، بعد ذلك حاول ملحم وابن أخيه قاسم الشهابي الإطاحة بمنصور وأحمد، ولكن لم ينجحا. توفي ملحم في 1759. ودفن في جامع الأمير منذر التنوخي.